# Floricultura

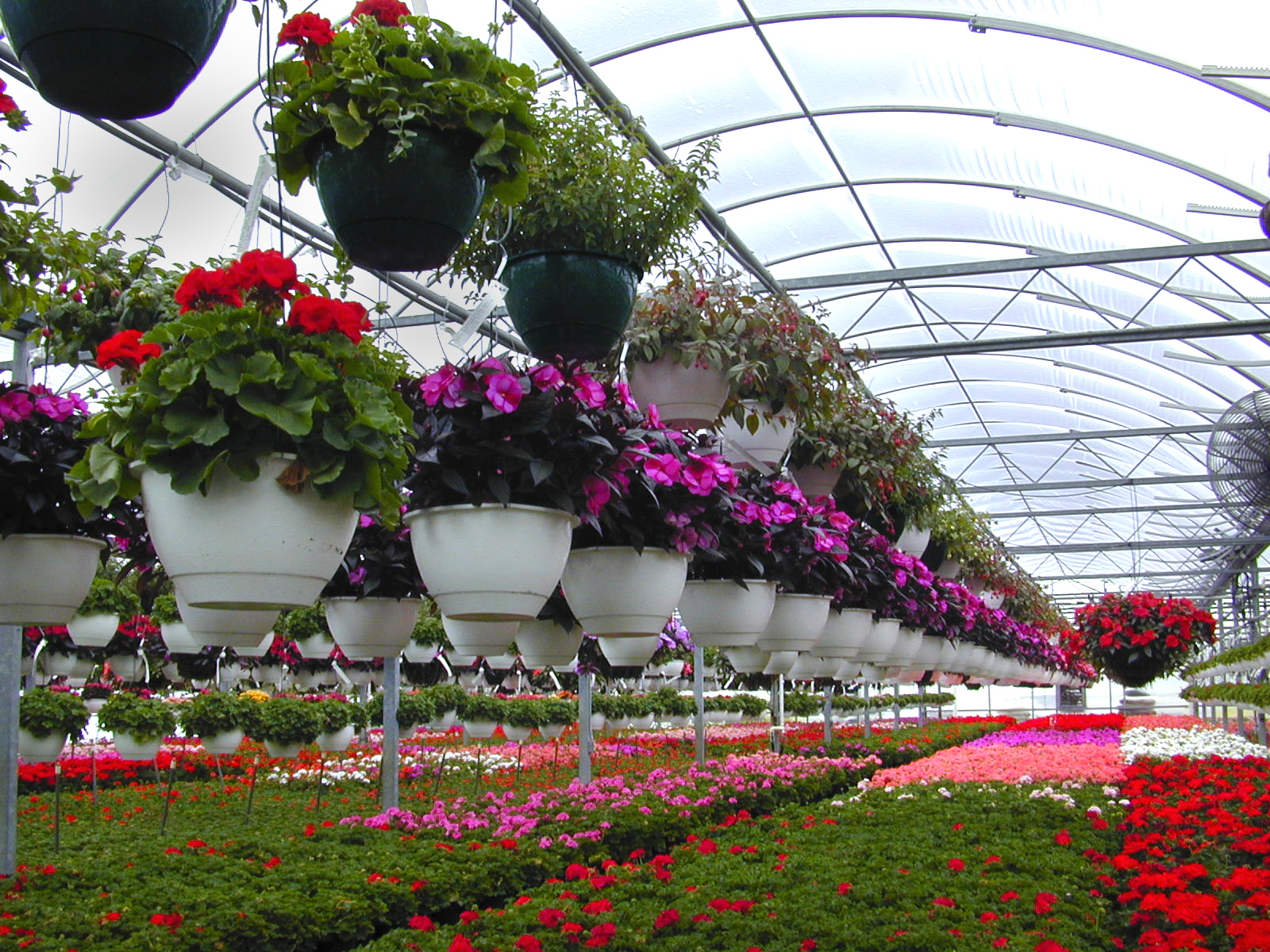
Floricultura en un invernadero

La floricultura es la disciplina de la horticultura orientada al cultivo de flores y plantas ornamentales en forma industrializada para uso decorativo. Los productores llamados floricultores, producen plantas para jardín, para su uso por jardineros, paisajistas, decoradores de interiores, venta de flores cortadas en florerías, para su uso final en floreros o para arreglos de diseño floral. Hay que entender a la floricultura como emprendimientos de producción masiva de plantas por diferencia con la jardinería. Estos últimos son quienes hacen uso de la producciones de los floricultores.
Las empresas floricultoras son emprendimientos comerciales con distinto proceso de complejidad, entre las que se encuentran: las de tipo familiar de regular dimensión y las que alcanzan niveles de altas inversiones por parte de empresas de tipo corporativo.
La Sociedad Internacional de Ciencias Hortícolas, ISHS, con sede en Lovaina, Bélgica, reúne el conjunto de las producciones hortícolas y tiene a la floricultura como una de sus ramas; realiza eventos académicos, científicos y tecnológicos y edita publicaciones como: Acta Horticulturae, Chronica Horticulturae y Scripta Horticulturae.

## Características de la industria y forma de comercio
Los productos de la floricultura son cultivados por el floricultor quien las produce en forma masiva, con fines comerciales. Los productos tienen un alto grado de homogeneidad adquiriendo la característica de producto industrial. Es una actividad que se fue alejando de lo artesanal para ir alcanzando procesos típicos de una industria de producción de plantas y flores ornamentales. Otra característica es que la floricultura mediante tecnologías apropiadas, puede extender los períodos de producción, anticipando o retardando el momento del producto terminado por fuera de la fecha natural para esa región. A tal punto, los medios tecnológicos actuales pueden cambiar los momentos de floración, que varios de sus productos están en el mercado durante todo el año. Esto ocurre porque se crean ambientes apropiados en invernaderos que modifican las condiciones climáticas y/o se hacen uso de variedades adaptadas para producción fuera de fecha natural. Esto consigue tener mercaderías cuando en la naturaleza de un lugar no se consigue. Es una diferencia notable con la jardinería que está limitada generalmente a fechas estacionalizadas.
Existen mercados de carácter internacional en los cuales lo producido en un lugar, puede llegar a sitios distantes y hay mercados con transacciones de forma muy organizada, donde los precios y operatoria se pueden ver en pizarras electrónicas o por internet en tiempo real. A nivel local, la distribución mayorista llega a centros comerciales o viveristas minoristas, que venden al menudeo o las expenden para su uso en jardinería, para el mercadeo en floristería (arreglos florales, ramos, bouquets etc.). La floricultura ha encontrado un importante aliciente para su crecimiento a partir de los años 1970 cuando comenzó a crecer en términos mundiales. Un conjunto de tecnologías como la creación de plásticos para cubiertas de invernaderos, el riego de precisión como el goteo, la incorporación de abundante y diverso equipamiento, instrumental, logística de movimientos de la mercadería, el transporte por vehículos refrigerados de gran tamaño y el avión, la llevaron a ser una actividad de alcance mundial. Holanda con sus mercados de subastas que llegan a todo el mundo, convirtió a la floricultura en un fenómeno transnacional. Hoy día con el transporte desde España hacia los mercados de Holanda, se ha encontrado una fuente de producción de material vegetal que se comercia hacia el interior de la Unión Europea. El fenómeno de la producción por fuera de los centros consumidores en países de Sudamérica tales como Ecuador, Colombia y en África en diversos países como Kenia y Zimbabue, ha internacionalizado la actividad. Estados Unidos es el destino de gran parte de toda la flor cortada que produce Colombia, quien se ha convertido en el segundo exportador mundial de flores.

## Introducción creciente de tecnología
La floricultura ha encontrado un importante aliciente para su crecimiento a partir de los años 1970 cuando comenzó a crecer en términos mundiales. Un conjunto de tecnologías como la creación de plásticos para cubiertas de invernaderos, el riego de precisión como el goteo, la incorporación de abundante y diverso equipamiento, instrumental, logística de movimientos de la mercadería y el transporte por vehículos refrigerados de gran tamaño y el avión, la llevaron a ser una actividad de alcance mundial. Holanda con sus mercados de subastas que llegan a todo el mundo, convirtió a la floricultura en un fenómeno multinacional. Hoy día con el transporte desde España hacia los mercados de Holanda, se ha encontrado una fuente de producción de material vegetal que se comercia hacia el interior de la Unión Europea. 
La floricultora es considera una de las actividades más adoptantes de nuevos métodos y tecnologías que apoyan al desarrollo no solo productivo de nuevas especies sino de mejora la calidad de sus productos adoptando prácticas de siembra, fertilización y corte que potencian una producción de mayor calidad y por ende más sostenible para el ambiente.

## Internacionalización de la Producción e Investigación
El fenómeno de la producción por fuera de los centros consumidores en países de Sudamérica tales como Colombia, Ecuador y en África en diversos países como Kenia y Zimbabue, ha internacionalizado la actividad. Estados Unidos de Norteamérica es el destino de gran parte de toda la flor cortada que produce Colombia, quien se ha convertido en el segundo exportador mundial de flores. Asimismo como toda actividad que incorpora tecnologías de manera constante, hace mucho uso de investigaciones en centros universitarios, institutos y laboratorios de investigación privados. La floricultura tiene una gran apoyatura en el desarrollo del mejoramiento genético mediante el cruzamiento de plantas y otros recursos, para obtener nuevas variedades. Hoy prácticamente la mayor cantidad de mejoras u obtenciones genéticas ha quedado en manos de empresas muy grandes de nivel internacional y aparecen en sus catálogos como novedades. Las empresas obtentoras disponen fechas para la presentación anual mediante exhibiciones al efecto.

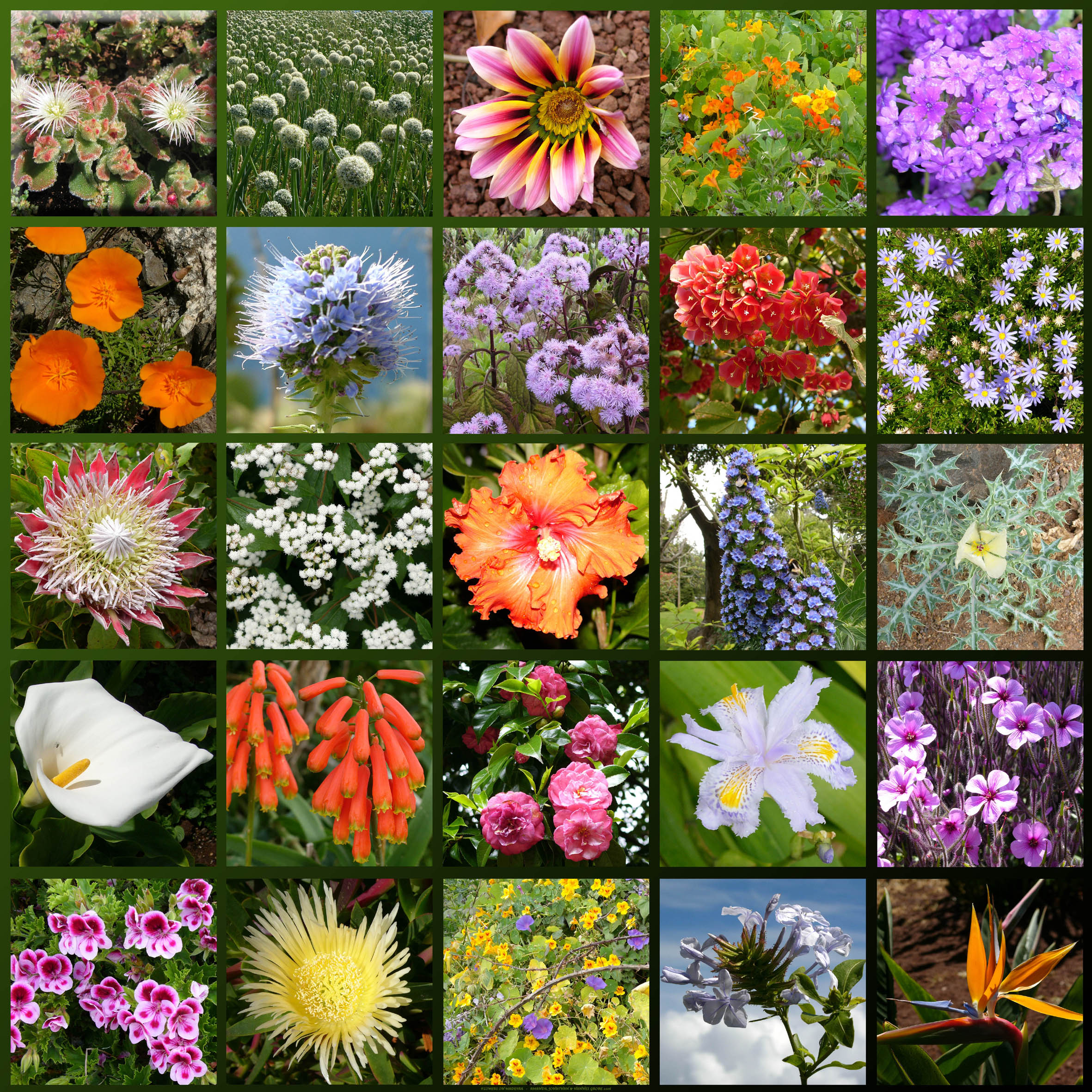
Diferentes especies florales de Madeira.

## Productos de la Floricultura
Los cultivos en floricultura incluyen: plantas para uso en canteros (petunias, violas - pensamientos-, salvias, tagetes, prímula, etc); plantas para flor cortada que se vende luego en atados o bunch para ser usadas en la decoración del ambiente personal, de fiestas, interiores; ejemplos de flores cortadas: rosa, clavel, crisantemos, gladiolo, lilium, alstroemerias, lisianthus; plantas de follaje decorativo: potos, dieffembachia, 
otón; plantas con flor en macetas para uso final en ese contenedor de buen nivel decorativo: crisantemo, pointsettia -Euphorbia pulcherrima-, cyclamen, azaleas, orquídeas. La producción de plantas leñosas con troncos ramificados o no, como árboles, arbustos y palmeras, es otra especialidad que contribuye a la floricultura. La obtención de plantas en estadio juvenil originadas en semillas, es una actividad creciente y está en manos de propagadores. Las plantas de semillas crecen en pequeños potes unitarios pero generalmente en bandejas celulares, en cajas maniobrables, usualmente dentro de ambientes internos controlados y vendidos a floricultores para su cultivo hasta planta adulta. El semillero es ahora una comunidad de plantas creciendo cada una, dentro de recipientes individuales. El conjunto es llamado bandejas multiceldas o bandejas alveoladas, aunque para semillero también se usan durante un período, los semilleros comunitarios tradicionales tipo cajón rectangular de fondo plano. Las plantas llamadas bulbosas permiten producir flores cortadas, plantas en macetas y plantas para jardín a partir de tallos modificados subterráneos. Ejemplos: iris, tulipán, lilium, narcisos, fresias, sparaxis, nardos (Polianthes), dalias, jacintos.
El crisantemo es la planta perenne de jardín más vendida en EE. UU.
Las plantas de flor para macetas muy vendidas son: poinsetias, orquídeas, azaleas.
Las flores de corte se venden en manojos, en bouquets con follaje verde de corte u otras flores acompañantes. Esta producción es específica, pertenece también a lo que hoy se llama industria de flores de corte y plantas. El trabajo en el área de flores y de plantas, emplea aspectos especiales de la floricultura, como el espaciamiento, pinzado, poda, desbrotado, fertilización, tutorado, para una óptima cosecha de flores u obtención de planta en macetas; tratamientos post-cosecha como los químicos, almacenaje en agua y frío, preservación, empaque. En Australia y Sudáfrica, algunas especies se cosechan silvestres para el mercado de flores de corte.